# Harbuzivka, Kobeleakî
Harbuzivka (în ucraineană Гарбузівка) este un sat în comuna Kirove din raionul Kobeleakî, regiunea Poltava, Ucraina.

## Demografie
Componența lingvistică a localității Harbuzivka
     Ucraineană (97,75%)
     Rusă (1,87%)
     Alte limbi (0,37%)
Conform recensământului din 2001, majoritatea populației localității Harbuzivka era vorbitoare de ucraineană (97,75%), existând în minoritate și vorbitori de rusă (1,87%).